# Оксенія Бурлака
Оксенія Бурлака (19 березня 1990, Київ) ─ українська письменниця, композиторка, копірайтерка й піар-фахівчиня.

## Біографічні дані
Оксенія Бурлака (справжнє ім'я Оксана Ченчик) народилась у Києві, в сім'ї Володимира Васильовича Бурлаки (* 1961) та Ірини Григорівни Бурлаки (* 1966). Має молодшого брата Олександра (* 1994). 2004 року закінчила з відзнакою музичну школу (клас фортепіано). 2007 року вступила до Інституту журналістики, кіно і телебачення — підрозділу Київського міжнародного університету. У 2013-му здобула червоний диплом магістра, закінчивши цей виш. Того ж року народила сина.

## Творчість
Писати музику, віршовані й прозові твори Оксенія почала у 14 років. Крім того, грала в шкільному театрі, брала активну участь в молодіжних конкурсах та олімпіадах. Працювала з гуртом «НЕАНГЕЛИ» (2016—2017), а також з українською співачкою Гайтаною (2011—2012). Разом із командою артистки була на міжнародному пісенному конкурсі «Євробачення» (2012).
У 2013-му Оксенія випустила свою дебютну книжку «Просто так вышло». Потім, у 2017-му, вийшли електронна книга «Звездам не дано любить» і два цифрові музичні альбоми авторської інструментальної музики «PIANO».
У 2019-му дебютувала у літературі для підлітків повістю «Поцілунок був не останній». Ця повість посіла третє місце у списку десяти найкращих сімейних видань 2019 року, що його опублікував інформаційний ресурс «BaraBooka». Ця книжка увійшла у довгий список премії «Навиворіт» у 2020 році, що містить всі підліткові книжки видані у 2019 році, але не увійшла у короткий список, тож Оксана не стала лауреаткою.
2020 року вийшла книжка «Розірваний кадр». У липні цього ж року Оксенія здобула відзнаку в номінації «Вибір видавця» на конкурсі «Коронація слова» за книжку «Платонічне кохання». Презентація відбулась 27 березня 2021 року у форматі поетичного вечору при свічках. 
У межах презентації Оксенія Бурлака поділилася історією свого творчого становлення, розповівши, що на перемогу в «Коронації слова» її надихнула письменниця Ірен Роздобудько і книга «Ґудзик», на якій вона вперше побачила ту саму «червону мітку» ще у далекому 2008 році. 
На презентації Оксенія читала поезію Роберта Рождественського, Едуарда Асадова, Анни Ахматової, Марини Цвєтаєвої, Ліни Костенко, свої авторські вірші, а також представила авторські мелодії у супроводі скрипки. 
Після початку війни в Україні, у березні 2022 року, Оксенія разом із сином переїхала жити у Берлін (Німеччина).  
У 2022 році в Києві вийшла нова арткнига письменниці «Всесвіт Камінського», яку Оксенія написала про відомого українського пластичного хірурга Едгара Камінського, в команді якого працювала з 2019 року.  
У 2023 році світ побачив новий цифровий музичний мініальбом: Okseniya «Souliloquy». Оксенія назвала його "монологом душі", адже ця збірка із чотирьох композицій увібрала переживання творчої особистості, якій довелося тікати від війни.  
У 2024 році Оксенія Бурлака випустила дві книги: довгоочікуване продовження книги «Платонічне кохання» — «Пробачити Платона» («Книжковий Клуб «Клуб Сімейного Дозвілля», 2024, ISNB 978-617-15-0645-9), а також підліткову повість у жанрі трилеру під назвою «Непотрібні» (ВЦ «Академія», 2024. 160 с. ISNB 978-966-580-722-3).  

## Твори

### Літературні
- «Просто так вышло». — К.: Марія, 2013. 144 с. ISBN 978-966-97201-7-7
- «Просто так вышло». — К.: Мультимедійне видавництво електронних книжок «Strelbooks», 2018
- «Звездам не дано любить». — К.: Мультимедійне видавництво електронних книжок «Strelbooks», 2018
- «Поцілунок був не останній». — К.: ВЦ «Академія», 2019. 160 с. ISBN 978-966-580-580-9
- «Розірваний кадр». — К.: ВЦ «Академія», 2020. 160 с. ISBN 978-966-580-601-1
- Вірші Оксенії Бурлаки на сайті «Стихи. ру» [Архівовано 4 грудня 2020 у Wayback Machine.]
- «Платонічне кохання» — «Книжковий Клуб «Клуб Сімейного Дозвілля», 2021, ISBN 978-617-12-8437-1, 272 ст.
- «Табу на поцілунки» — К.: ВЦ «Академія», 2022. 160 с. ISBN 978-966-580-646-2 2022
- «Всесвіт Камінського» — К.: HUSS, 2022. 310 с. ISBN 978-617-8030-14-8
- «Пробачити Платона» — «Книжковий Клуб «Клуб Сімейного Дозвілля», 2024, ISNB 978-617-15-0645-9
- «Непотрібні» — К.: ВЦ «Академія», 2024. 160 с. ISNB 978-966-580-722-3

### Музичні
- Збірка музичних творів «Женщина в холодной постели», 2013
- Збірка пісень «Ти лети-лети», 2013
- Цифровий альбом авторської інструментальної музики «PIANO» (4 Гб), 2017
- Цифровий альбом авторської інструментальної музики «PIANO» (16 Гб), 2017
- Цифровий альбом авторської музики: Okseniya «Souliloquy», 2023

## Нагороди і відзнаки
- 2020 — Відзнака у номінації «Вибір видавців» на конкурсі «Коронація слова» за книжку «Платонічне кохання»

## Зовнішні зв'язки
- Музичний твір Оксенії Бурлаки «Я растворяюсь в тебе»